# Vičugskij rajon
Il Vičugskij rajon (in russo Вичугский район?) è un rajon dell'Oblast' di Ivanovo, nella Russia europea; il capoluogo è Vičuga, fra gli altri centri abitati si ricordano Novopiscovo e Staraja Vičuga. Istituito nel 1926, il rajon ricopre una superficie di 1005 chilometri quadrati e nel 2010 ospitava una popolazione di circa 21.000 abitanti.